# Le Somnambule (sculpture)
Pour l’article homonyme, voir Le Somnambule (homonymie).
Le Somnambule est une œuvre d'Henri de Miller. C'est l'une des œuvres d'art de la Défense, en France.

## Description
L'œuvre est située sur la place de l'Iris. Elle représente une forme humaine en équilibre sur une sphère, elle-même placée sur un socle de forme cubique.

## Historique
L'œuvre est installée en 1983.